# 2006-os labdarúgó-világbajnokság-selejtező (AFC)
A 2006-os labdarúgó-világbajnokság selejtezőjének AFC-zónájában összesen 44 nemzet versenyzett a 4,5 világbajnoki helyért. A Fülöp-szigetek, Kambodzsa, Bhután és Brunei visszalépett még a selejtezők előtt, Mianmart pedig kizárták, mert a 2002-es selejtezőkben nem voltak hajlandóak pályára lépni Irán ellen. Végül 39 csapat vett részt a selejtezőkben. 

## Lebonyolítás
- Első forduló: a zóna 14 legalacsonyabban rangsorolt csapatát összepárosították és oda-visszavágós alapon döntötték el a továbbjutó helyek sorsát.
- Második forduló: az első fordulóból továbbjutó 7 csapat csatlakozott a 25 kiemelt csapathoz, ahol ezt a 3 csapatot nyolc darab 4 tagú csoportba sorsolták, ahol körmérkőzéses rendszerben oda-visszavágós alapon döntötték el a továbbjutó helyek sorsát. A csoportok győztesei továbbjutottak a harmadik fordulóba.
- Harmadik forduló: a 8 csapat két darab 4 tagú csoportba került, ahol minden csapat megmérkőzött egymás ellen oda-visszavágós alapon. Az első két helyezett kijutott a 2006-os világbajnokságra.
- Negyedik forduló: a két harmadik helyezett csapat hazai és idegenbeli mérkőzéseket játszott egymás ellen.
- Pótselejtező: A párharc győztese a CONCACAF utolsó fordulójának negyedik helyezett csapatával játszott interkontinentális pótselejtezőt a világbajnoki részvételért.

## Első forduló
| 1. csapat     | Össz.Tooltip Aggregate score | 2. csapat       | 1. mérk. | 2. mérk. |
| ------------- | ---------------------------- | --------------- | -------- | -------- |
| Türkmenisztán | 13–0                         | Afganisztán     | 11–0     | 2–0      |
| Tajvan        | 6–1                          | Makaó           | 3–0      | 3–1      |
| Banglades     | 0–4                          | Tádzsikisztán   | 0–2      | 0–2      |
| Laosz         | 0–3                          | Srí Lanka       | 0–0      | 0–3      |
| Pakisztán     | 0–6                          | Kirgizisztán    | 0–2      | 0–4      |
| Mongólia      | 0–13                         | Maldív-szigetek | 0–1      | 0–12     |

Nepál és Guam egymás ellen játszottak volna, de Nepál visszalépett, így Guam jutott a második fordulóba, de később visszalépett.
A FIFA ezt követően kiválasztott egy válogatottat a vesztes csapatok közül, amely így bejutott a második fordulóba.
A csapatokat a következő kritériumok alapján hasonlították össze a rangsor felállításához: a) a pontok száma; b) a gólkülönbség; c) a szerzett gólok.
| Hely. | Csapat      | M | Gy | D | V | G+ | G– | Gk  | P | Továbbjutás                  |
| ----- | ----------- | - | -- | - | - | -- | -- | --- | - | ---------------------------- |
| 1.    | Laosz       | 2 | 0  | 1 | 1 | 0  | 3  | −3  | 1 | Bejutott a második fordulóba |
| 2.    | Banglades   | 2 | 0  | 0 | 2 | 0  | 4  | −4  | 0 |                              |
| 3.    | Makaó       | 2 | 0  | 0 | 2 | 1  | 6  | −5  | 0 |                              |
| 4.    | Pakisztán   | 2 | 0  | 0 | 2 | 0  | 6  | −6  | 0 |                              |
| 5.    | Afganisztán | 2 | 0  | 0 | 2 | 0  | 13 | −13 | 0 |                              |
| 6.    | Mongólia    | 2 | 0  | 0 | 2 | 0  | 13 | −13 | 0 |                              |

Laosz jutott a második fordulóba.

## Második forduló

### 1. csoport
| Hely. | Csapat   | M | Gy | D | V | G+ | G– | Gk  | P  | Továbbjutás                   |     | Irán | Jordánia | Katar | Laosz |
| ----- | -------- | - | -- | - | - | -- | -- | --- | -- | ----------------------------- | --- | ---- | -------- | ----- | ----- |
| 1.    | Irán     | 6 | 5  | 0 | 1 | 22 | 4  | +18 | 15 | Bejutott a harmadik fordulóba |     | —    | 0–1      | 3–1   | 7–0   |
| 2.    | Jordánia | 6 | 4  | 0 | 2 | 10 | 6  | +4  | 12 |                               |     | 0–2  | —        | 1–0   | 5–0   |
| 3.    | Katar    | 6 | 3  | 0 | 3 | 16 | 8  | +8  | 9  |                               | 2–3 | 2–0  | —        | 5–0   |       |
| 4.    | Laosz    | 6 | 0  | 0 | 6 | 3  | 33 | −30 | 0  |                               | 0–7 | 2–3  | 1–6      | —     |       |

### 2. csoport
| Hely. | Csapat      | M | Gy | D | V | G+ | G– | Gk  | P  | Továbbjutás                   |     | Üzbegisztán | Irak | Palesztina | Kínai Köztársaság |
| ----- | ----------- | - | -- | - | - | -- | -- | --- | -- | ----------------------------- | --- | ----------- | ---- | ---------- | ----------------- |
| 1.    | Üzbegisztán | 6 | 5  | 1 | 0 | 16 | 3  | +13 | 16 | Bejutott a harmadik fordulóba |     | —           | 1–1  | 3–0        | 6–1               |
| 2.    | Irak        | 6 | 3  | 2 | 1 | 17 | 7  | +10 | 11 |                               |     | 1–2         | —    | 4–1        | 6–1               |
| 3.    | Palesztina  | 6 | 2  | 1 | 3 | 11 | 11 | 0   | 7  |                               | 0–3 | 1–1         | —    | 8–0        |                   |
| 4.    | Tajvan      | 6 | 0  | 0 | 6 | 3  | 26 | −23 | 0  |                               | 0–1 | 1–4         | 0–1  | —          |                   |

### 3. csoport
| Hely. | Csapat    | M | Gy | D | V | G+ | G– | Gk  | P  | Továbbjutás                   |     | Japán | Omán | India | Szingapúr |
| ----- | --------- | - | -- | - | - | -- | -- | --- | -- | ----------------------------- | --- | ----- | ---- | ----- | --------- |
| 1.    | Japán     | 6 | 6  | 0 | 0 | 16 | 1  | +15 | 18 | Bejutott a harmadik fordulóba |     | —     | 1–0  | 7–0   | 1–0       |
| 2.    | Omán      | 6 | 3  | 1 | 2 | 14 | 3  | +11 | 10 |                               |     | 0–1   | —    | 0–0   | 7–0       |
| 3.    | India     | 6 | 1  | 1 | 4 | 2  | 18 | −16 | 4  |                               | 0–4 | 1–5   | —    | 1–0   |           |
| 4.    | Szingapúr | 6 | 1  | 0 | 5 | 3  | 13 | −10 | 3  |                               | 1–2 | 0–2   | 2–0  | —     |           |

### 4. csoport
| Hely. | Csapat   | M | Gy | D | V | G+ | G– | Gk  | P  | Továbbjutás                   |     | Kuvait | Kína | Hongkong | Malajzia |
| ----- | -------- | - | -- | - | - | -- | -- | --- | -- | ----------------------------- | --- | ------ | ---- | -------- | -------- |
| 1.    | Kuvait   | 6 | 5  | 0 | 1 | 15 | 2  | +13 | 15 | Bejutott a harmadik fordulóba |     | —      | 1–0  | 4–0      | 6–1      |
| 2.    | Kína     | 6 | 5  | 0 | 1 | 14 | 1  | +13 | 15 |                               |     | 1–0    | —    | 7–0      | 4–0      |
| 3.    | Hongkong | 6 | 2  | 0 | 4 | 5  | 15 | −10 | 6  |                               | 0–2 | 0–1    | —    | 2–0      |          |
| 4.    | Malajzia | 6 | 0  | 0 | 6 | 2  | 18 | −16 | 0  |                               | 0–2 | 0–1    | 1–3  | —        |          |

### 5. csoport
| Hely. | Csapat                  | M | Gy | D | V | G+ | G– | Gk | P  | Továbbjutás                   |     | Észak-Korea | Egyesült Arab Emírségek | Thaiföld | Jemen |
| ----- | ----------------------- | - | -- | - | - | -- | -- | -- | -- | ----------------------------- | --- | ----------- | ----------------------- | -------- | ----- |
| 1.    | Észak-Korea             | 6 | 3  | 2 | 1 | 11 | 5  | +6 | 11 | Bejutott a harmadik fordulóba |     | —           | 0–0                     | 4–1      | 2–1   |
| 2.    | Egyesült Arab Emírségek | 6 | 3  | 1 | 2 | 6  | 6  | 0  | 10 |                               |     | 1–0         | —                       | 1–0      | 3–0   |
| 3.    | Thaiföld                | 6 | 2  | 1 | 3 | 9  | 10 | −1 | 7  |                               | 1–4 | 3–0         | —                       | 1–1      |       |
| 4.    | Jemen                   | 6 | 1  | 2 | 3 | 6  | 11 | −5 | 5  |                               | 1–1 | 3–1         | 0–3                     | —        |       |

### 6. csoport
| Hely. | Csapat        | M | Gy | D | V | G+ | G– | Gk  | P  | Továbbjutás                   |     | Bahrein |     | Tádzsikisztán | Kirgizisztán |
| ----- | ------------- | - | -- | - | - | -- | -- | --- | -- | ----------------------------- | --- | ------- | --- | ------------- | ------------ |
| 1.    | Bahrein       | 6 | 4  | 2 | 0 | 15 | 4  | +11 | 14 | Bejutott a harmadik fordulóba |     | —       | 2–1 | 4–0           | 5–0          |
| 2.    | Szíria        | 6 | 2  | 2 | 2 | 7  | 7  | 0   | 8  |                               |     | 2–2     | —   | 2–1           | 0–1          |
| 3.    | Tádzsikisztán | 6 | 2  | 1 | 3 | 5  | 9  | −4  | 7  |                               | 0–0 | 0–1     | —   | 2–1           |              |
| 4.    | Kirgizisztán  | 6 | 1  | 1 | 4 | 5  | 12 | −7  | 4  |                               | 1–2 | 1–1     | 1–2 | —             |              |

### 7. csoport
| Hely. | Csapat          | M | Gy | D | V | G+ | G– | Gk | P  | Továbbjutás                   |     | Dél-Korea | Libanon | Vietnám | Maldív-szigetek |
| ----- | --------------- | - | -- | - | - | -- | -- | -- | -- | ----------------------------- | --- | --------- | ------- | ------- | --------------- |
| 1.    | Dél-Korea       | 6 | 4  | 2 | 0 | 9  | 2  | +7 | 14 | Bejutott a harmadik fordulóba |     | —         | 2–0     | 2–0     | 2–0             |
| 2.    | Libanon         | 6 | 3  | 2 | 1 | 11 | 5  | +6 | 11 |                               |     | 1–1       | —       | 0–0     | 3–0             |
| 3.    | Vietnám         | 6 | 1  | 1 | 4 | 5  | 9  | −4 | 4  |                               | 1–2 | 0–2       | —       | 4–0     |                 |
| 4.    | Maldív-szigetek | 6 | 1  | 1 | 4 | 5  | 14 | −9 | 4  |                               | 0–0 | 2–5       | 3–0     | —       |                 |

### 8. csoport
| Hely. | Csapat        | M | Gy | D | V | G+ | G– | Gk  | P  | Továbbjutás                   |     | Szaúd-Arábia | Türkmenisztán | Indonézia | Srí Lanka |
| ----- | ------------- | - | -- | - | - | -- | -- | --- | -- | ----------------------------- | --- | ------------ | ------------- | --------- | --------- |
| 1.    | Szaúd-Arábia  | 6 | 6  | 0 | 0 | 14 | 1  | +13 | 18 | Bejutott a harmadik fordulóba |     | —            | 3–0           | 3–0       | 3–0       |
| 2.    | Türkmenisztán | 6 | 2  | 1 | 3 | 8  | 10 | −2  | 7  |                               |     | 0–1          | —             | 3–1       | 2–0       |
| 3.    | Indonézia     | 6 | 2  | 1 | 3 | 8  | 12 | −4  | 7  |                               | 1–3 | 3–1          | —             | 1–0       |           |
| 4.    | Srí Lanka     | 6 | 0  | 2 | 4 | 4  | 11 | −7  | 2  |                               | 0–1 | 2–2          | 2–2           | —         |           |

## Harmadik forduló

### A csoport
| Hely. | Csapat       | M | Gy | D | V | G+ | G– | Gk | P  | Továbbjutás                         |  | Szaúd-Arábia | Dél-Korea | Üzbegisztán | Kuvait |
| ----- | ------------ | - | -- | - | - | -- | -- | -- | -- | ----------------------------------- |  | ------------ | --------- | ----------- | ------ |
| 1.    | Szaúd-Arábia | 6 | 4  | 2 | 0 | 10 | 1  | +9 | 14 | Kijutott a 2006-os világbajnokságra |  | —            | 2–0       | 3–0         | 3–0    |
| 2.    | Dél-Korea    | 6 | 3  | 1 | 2 | 9  | 5  | +4 | 10 | Kijutott a 2006-os világbajnokságra |  | 0–1          | —         | 2–1         | 2–0    |
| 3.    | Üzbegisztán  | 6 | 1  | 2 | 3 | 7  | 11 | −4 | 5  | Bejutott a negyedik fordulóba       |  | 1–1          | 1–1       | —           | 3–2    |
| 4.    | Kuvait       | 6 | 1  | 1 | 4 | 4  | 13 | −9 | 4  |                                     |  | 0–0          | 0–4       | 2–1         | —      |

### B csoport
| Hely. | Csapat      | M | Gy | D | V | G+ | G– | Gk | P  | Továbbjutás                         |  | Japán | Irán | Bahrein | Észak-Korea |
| ----- | ----------- | - | -- | - | - | -- | -- | -- | -- | ----------------------------------- |  | ----- | ---- | ------- | ----------- |
| 1.    | Japán       | 6 | 5  | 0 | 1 | 9  | 4  | +5 | 15 | Kijutott a 2006-os világbajnokságra |  | —     | 2–1  | 1–0     | 2–1         |
| 2.    | Irán        | 6 | 4  | 1 | 1 | 7  | 3  | +4 | 13 | Kijutott a 2006-os világbajnokságra |  | 2–1   | —    | 1–0     | 1–0         |
| 3.    | Bahrein     | 6 | 1  | 1 | 4 | 4  | 7  | −3 | 4  | Bejutott a negyedik fordulóba       |  | 0–1   | 0–0  | —       | 2–3         |
| 4.    | Észak-Korea | 6 | 1  | 0 | 5 | 5  | 11 | −6 | 3  |                                     |  | 0–2   | 0–2  | 1–2     | —           |

## Negyedik forduló
| 1. csapat   | Össz.Tooltip Aggregate score | 2. csapat | 1. mérk. | 2. mérk. |
| ----------- | ---------------------------- | --------- | -------- | -------- |
| Üzbegisztán | 1–1                          | Bahrein   | 1–1      | 0–0      |

| 2005. szeptember 3. 18:05 UTC+5 |

| Üzbegisztán  | 1–0 | Bahrein |
| ------------ | --- | ------- |
| Kaszimov 12' |     |         |

| Paxtakor Központi Stadion, Taskent Játékvezető: Josida Tosimicu (japán) |

| 2005. október 8. 17:05 UTC+5 |

| Üzbegisztán  | 1–1 | Bahrein    |
| ------------ | --- | ---------- |
| Shatskix 19' |     | Júszef 17' |

| Paxtakor Központi Stadion, Taskent Nézőszám: 55 000 Játékvezető: Massimo Busacca (svájci) |

| 2005. október 12. 22:00 UTC+3 |

| Bahrein | 0–0 | Üzbegisztán |
| ------- | --- | ----------- |
|         |     |             |

| Bahrein Nemzeti Stadion, Manáma Nézőszám: 25 000 Játékvezető: Graham Poll (angol) |

Bahrein 1–1-es összesítésben, idegenben szerzett góllal bejutott a CONCACAF–AFC pótselejtezőbe.

## Interkontinentális pótselejtező
| 1. csapat          | Össz.Tooltip Aggregate score | 2. csapat | 1. mérk. | 2. mérk. |
| ------------------ | ---------------------------- | --------- | -------- | -------- |
| Trinidad és Tobago | 2–1                          | Bahrein   | 1–1      | 1–0      |

## Kijutott csapatok
Az alábbi négy csapat jutott ki az AFC-zónából a 2006-os labdarúgó-világbajnokságra.
| Csapat       | Kijutás                 | Kijutás dátuma  | Korábbi részvételek a világbajnokságon |
| ------------ | ----------------------- | --------------- | -------------------------------------- |
| Szaúd-Arábia | 1. csoport győztese     | 2005. június 8. | 3 (1994, 1998, 2002)                   |
| Japán        | 2. csoport győztese     | 2005. június 8. | 2 (1998, 2002)                         |
| Dél-Korea    | 1. csoport 2. helyezett | 2005. június 8. | 6 (1954, 1986, 1990, 1994, 1998, 2002) |
| Irán         | 2. csoport 2. helyezett | 2005. június 8. | 2 (1978, 1998)                         |